# Jesús Martínez de Aragón
Jesús Martínez de Aragón y Carrión (Vitoria, 	16 de febrero de 1899 - Madrid, abril de 1937) fue abogado y militar español que participó en la Guerra civil.

## Biografía
Nacido en Vitoria, era miembro una de conocida familia de la capital alavesa: su padre era Gabriel Martínez de Aragón y Urbiztondo, reconocido fiscal general de la República, y su hermano era José Martínez de Aragón y Carrión, capitán de aviación que se había distinguido por su enfrentamiento con la Dictadura de Primo de Rivera. Antes del estallido de la contienda, Martínez de Aragón ejercía la profesión abogado.
Tras el comienzo de la Guerra civil, participó en el asalto al Cuartel de la Montaña de Madrid. Ingresó en el Quinto Regimiento, donde inicialmente destacó en su organización, y poco después lideró dos columnas de milicianos compuestas por ferroviarios de la UGT y miembros de las JSU en su marcha hacia Guadalajara, donde se habían sublevado algunas fuerzas militares. Posteriormente se trasladó a Sigüenza junto a sus efectivos, donde asumió el mando de la ciudad y sus alrededores. Sin embargo, Martínez de Aragón tenía un mando más nominal que real, pues los jefes milicianos locales actuaban con total independencia. El comandante Martínez de Aragón abandonó el frente Sigüenza el 8 de octubre para regresar a Madrid en busca de refuerzos, pero ya no regrasería pues la ciudad sería capturada por las fuerzas sublevadas.
A mediados de octubre recibió el mando de la 2.ª Brigada Mixta, que se formó en Ciudad Real a partir de milicias extremañas, milicias ferroviarias, y fuerzas militares de la guarnición de Madrid. Al frente de esta unidad participó en la Defensa de Madrid, especialmente durante la Batalla de la Ciudad Universitaria de Madrid. Después de haber intervenido en un gran número de combates la brigada quedó deshecha y tuvo que ser reorganizada. Entre el 9 y el 14 de abril de 1937 la 2.ª BM participó en varios asaltos contra el Cerro Garabitas de los cuales salió con numerosas bajas, entre ellas el comandante de la brigada, Martínez de Aragón, que falleció. A su muerte sería reemplazado por el jefe de uno de los batallones, el mayor de milicias José Gallego Pérez.